# マジックシード
有限会社マジックシード（Magicseed）は、日本の神奈川県の有限会社・ソフトウェア制作会社。
インターネットコンテンツの開発と受託、及び携帯電話向けゲームの開発を事業内容としている。

## 概要
自社が運営する「美少女遊び」と「甘い恋しちゃお!」の2サイトにてアプリ作品を配信している。
両サイトの作品とも全てパソコンでリリースされた物からの移植となっており、美少女遊びは男性、甘い恋しちゃお!は女性を対象とした作品がある。
男性向け、女性向け両方ともジャンルは恋愛アドベンチャーゲームである（後者はいわゆる乙女ゲーム）。
携帯電話向けの全年齢対象の移植であるため性的描写を含んだCGは全てカットされている。（サービスCGがある作品もあるが、水着やパンチラ程度である）

## 美少女遊びブランドでの提供
美少女遊び#作品を参照

## 甘い恋しちゃお!ブランドでの提供
ジャンルは全て乙女ゲーム。2006年サービス開始。並びはリリース順。
星に願いを
執事育成計画
ご主人様の言うとおり!
聖女に紅き口付けを